# 黄玉兰
黄玉兰（学名：Michelia champaca），俗稱南洋烏心石，为木兰科含笑属下的一个种。原产地为喜马拉雅山、中国南部、印度、爪哇岛和菲律宾，台湾在1800年间引进，目前各地有零星栽培。小乔木或灌木，高及蓬径3－6米，叶革质，翠绿色，达16厘米长；花芬芳，橙黄色或乳白色，春季开花，可提取精油用於制作香水。
《中国植物志》认为《植物名实图考》的“黄兰”为此种，但从描述和绘图来看“黄兰”也可能是小依兰。
1. ↑  王锦秀. . 上海: 上海科学技术出版社. 2021: 1498. ISBN 978-7-5478-5185-2.